# 維克托鎮區 (密西根州)
維克托鎮區（英語：Victor Township）是位於美國密西根州克林頓縣的一個行政鎮區。

## 地方資料
維克托鎮區的面積為93.14平方千米，當中陸地面積為87.88平方千米，而水域面積為5.26平方千米。根據2020年美國人口普查的數據，當地共有人口3463人，而人口密度為每平方千米37.18人。